# Pietro Antonio Solari

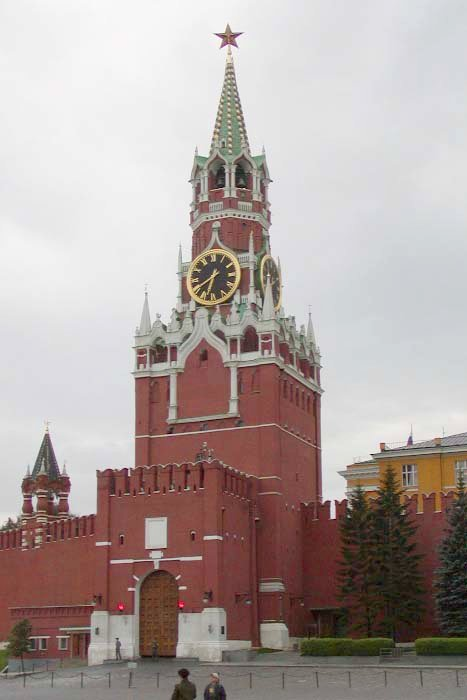
Wieża Spasskaja Moskiewskiego Kremla - dzieło Solariego

Pietro Antonio Solari (ur. ok. 1445 w Caronie, zm. w maju 1493 w Moskwie) - rzeźbiarz i architekt włoski.

## Życiorys
Pochodził z licznej rodziny artystów z kantonu Ticino w Szwajcarii. Był synem architekta i rzeźbiarza Guiniforte Solariego i bratem malarza Andrea Solariego. Działalność swoją rozwijał głównie przy budowie zespołu klasztornego w Certosa di Pavia, Katedry Mediolańskiej i Ospedale Maggiore, czyli Ca' Granda w Mediolanie. Uczestniczył również w przebudowie niektórych kościołów mediolańskich: Santa Maria del Carmine (ok. 1470), Incoronata (1487), San Bernardino alle Monache.
Jako rzeźbiarz pracował w Mediolanie, gdzie w 1482 r. wykonał rzeźbę Madonna del coazzone. W 1484 r. w Katedrze w Alessandrii wyrzeźbił Tomba de' Capitani. Po śmierci ojca zostaje w 1482 r. mianowany przez księcia Gian Galeazzo Sforzę kierownikiem robót przy klasztorze w Certosa di Pavia.
W 1487 wielki książę moskiewski Iwan III zaprasza go do Moskwy, aby tam zbudował nowe kamienne wieże Kremla, zaczynając od strony dzisiejszego Placu Czerwonego. Budowle obronne od strony zachodniej zostały ukończone za panowania cara Wasyla III. Tam bowiem bagniste brzegi rzeczki Neglinnaja wymagały potężnych prac regulacyjnych i wzmacniających teren. Już w 1490 r. Solari buduje fortyfikacje z wieżami Konstantyna i Heleny oraz Borowickaja. Wzniósł też mur idący od wieży Sviblowa do bramy Borowickaja. W 1491 r. zaczyna fortyfikować Kreml, kładąc fundamenty pod wieże Nikolskaja i Florowskaja. Ta druga od 1658 r. będzie się nazywała Spasskaja. Nad wejściem od strony Placu Czerwonego zachował się napis upamiętniający budowniczego: IOANNES VASILII DEI GRATIA MAGNUS/DUX VOLODIMERIAE MOSCOVIAE NOV/OGORDIAE TFERIAE VETICIAE/ONGARIAE PERMIAE BUOLGARIAE ET/ALIAS TOTIUS Q/ue/RAXIE D-NUS/A NO 30 IMPERII SUI HAS TURRES CO/n/DERE/F. ET STATUIT PETRUS ANTONIUS SOLARIUS/MEDIOLANENSIS A NO N A D - NI 1491. K.M.I.P.